# Box-office Chine 2017
Cet article traite du box-office en Chine pour l'année 2017.

## Les plus grands succès
| Class. | Titre                                          | Pays                                                            | Réalisateur                       | Box-Office Chine |
| ------ | ---------------------------------------------- | --------------------------------------------------------------- | --------------------------------- | ---------------- |
| 1      | Wolf Warrior 2                                 | Drapeau de la République populaire de Chine                     | Wu jing                           | 854 248 869 $    |
| 2      | Fast and Furious 8                             | Drapeau des États-Unis                                          | F. Gary Gray                      | 392 807 017 $    |
| 3      | Never Say Die                                  | Drapeau de la République populaire de Chine                     | Song Yang Zhang Chiyu             | 333 937 573 $    |
| 4      | Ex-Files 3: The Return of the Exes             | Drapeau de la République populaire de Chine                     | Tian Yusheng                      | 306 449 457 $    |
| 5      | Kung Fu Yoga                                   | Drapeau de la République populaire de Chine · Drapeau de l'Inde | Stanley Tong                      | 254 531 595 $    |
| 6      | Journey to the West: The Demons Strike Back    | Drapeau de la République populaire de Chine                     | Tsui Hark                         | 239 553 888 $    |
| 7      | Transformers: The Last Knight                  | Drapeau des États-Unis                                          | Michael Bay                       | 228 842 508 $    |
| 8      | Youth                                          | Drapeau de la République populaire de Chine                     | Feng Xiaogang                     | 224 558 496 $    |
| 9      | Dangal                                         | Drapeau de l'Inde                                               | Nitesh Tiwari                     | 193 050 870 $    |
| 10     | Coco                                           | Drapeau des États-Unis                                          | Lee Unkrich                       | 189 226 296 $    |
| 11     | Pirates des Caraïbes : La Vengeance de Salazar | Drapeau des États-Unis                                          | Joachim Rønning et Espen Sandberg | 172 277 290 $    |
| 12     | Kong: Skull Island                             | Drapeau des États-Unis                                          | Jordan Vogt-Roberts               | 168 188 002 $    |
| 13     | XXX: Reactivated                               | Drapeau des États-Unis                                          | D. J. Caruso                      | 164 066 583 $    |
| 14     | Resident Evil : Chapitre final                 | Drapeau des États-Unis                                          | Paul W. S. Anderson               | 159 548 686 $    |
| 15     | Moi, moche et méchant 3                        | Drapeau des États-Unis                                          | Kyle Balda Pierre Coffin          | 158 171 566 $    |
| 16     | Duckweed                                       | Drapeau de la République populaire de Chine                     | Han Han                           | 152 405 087 $    |
| 17     | Kingsman : Le Cercle d'or                      | Drapeau des États-Unis · Drapeau du Royaume-Uni                 | Matthew Vaughn                    | 116 685 716 $    |
| 18     | Spider-Man: Homecoming                         | Drapeau des États-Unis                                          | Jon Watts                         | 116 280 889 $    |
| 19     | Thor : Ragnarok                                | Drapeau des États-Unis                                          | Taika Waititi                     | 112 226 154 $    |
| 20     | La Planète des singes : Suprématie             | Drapeau des États-Unis                                          | Matt Reeves                       | 112 150 301 $    |
| 21     | Buddies in India                               | Drapeau de la République populaire de Chine                     | Wang Baoqiang                     | 109 835 197 $    |
| 22     | Logan                                          | Drapeau des États-Unis                                          | James Mangold                     | 106 226 155 $    |
| 23     | Justice League                                 | Drapeau des États-Unis                                          | Zack Snyder                       | 106 052 345 $    |
| 24     | Wu Kong                                        | Drapeau de la République populaire de Chine                     | Derek Kwok                        | 103 489 838 $    |
| 25     | Les Gardiens de la Galaxie Vol. 2              | Drapeau des États-Unis                                          | James Gunn                        | 100 663 260 $    |

## Box-office par semaine
Nationalité des films dans les salles de Chine en 2017 par semaine de domination :
- Chine (28,84 %)
- États-Unis (67,30 %)
- Inde (3,84 %)

Notes : La sortie des films étrangers est très limitée, voire interdite, en Chine pendant trois périodes : le Nouvel An (février), les vacances d'été (fin juin à août), et la semaine d'or (octobre). Ces périodes peuvent également être prolongées pour ne pas arrêter le succès d'un film chinois,.
Sources : English.entgroup.cn
| #  | Date (à partir du) | Film no 1                                      | Pays                                                                                          | Recettes         |
| -- | ------------------ | ---------------------------------------------- | --------------------------------------------------------------------------------------------- | ---------------- |
| 1  | 8 janvier 2017     | Rogue One: A Star Wars Story                   | Drapeau des États-Unis                                                                        | 37,5 millions $  |
| 2  | 15 janvier 2017    | Rogue One: A Star Wars Story                   | Drapeau des États-Unis                                                                        | 26,9 millions $  |
| 3  | 22 janvier 2017    | Passengers                                     | Drapeau des États-Unis                                                                        | 21 millions $    |
| 4  | 29 janvier 2017    | Journey to the West: The Demons Strike Back    | Drapeau de la République populaire de Chine                                                   | 98,4 millions $  |
| 5  | 5 février 2017     | Kung Fu Yoga                                   | Drapeau de la République populaire de Chine · Drapeau de l'Inde                               | 162,3 millions $ |
| 6  | 12 février 2017    | XXX: Reactivated                               | Drapeau des États-Unis                                                                        | 72,5 millions $  |
| 7  | 19 février 2017    | XXX: Reactivated                               | Drapeau des États-Unis                                                                        | 85,3 millions $  |
| 8  | 26 février 2017    | Resident Evil : Chapitre final                 | Drapeau des États-Unis                                                                        | 109,3 millions $ |
| 9  | 5 mars 2017        | Logan                                          | Drapeau des États-Unis                                                                        | 57,1 millions $  |
| 10 | 12 mars 2017       | Logan                                          | Drapeau des États-Unis                                                                        | 43,7 millions $  |
| 11 | 19 mars 2017       | La Belle et la Bête                            | Drapeau des États-Unis                                                                        | 51,8 millions $  |
| 12 | 26 mars 2017       | Kong: Skull Island                             | Drapeau des États-Unis                                                                        | 83,8 millions $  |
| 13 | 2 avril 2017       | Kong: Skull Island                             | Drapeau des États-Unis                                                                        | 58,6 millions $  |
| 14 | 9 avril 2017       | Kong: Skull Island                             | Drapeau des États-Unis                                                                        | 43,1 millions $  |
| 15 | 16 avril 2017      | Fast and Furious 8                             | Drapeau des États-Unis                                                                        | 225,3 millions $ |
| 16 | 23 avril 2017      | Fast and Furious 8                             | Drapeau des États-Unis                                                                        | 139 millions $   |
| 17 | 30 avril 2017      | Fast and Furious 8                             | Drapeau des États-Unis                                                                        | 50,9 millions $  |
| 18 | 7 mai 2017         | Les Gardiens de la Galaxie Vol. 2              | Drapeau des États-Unis                                                                        | 57,1 millions $  |
| 19 | 14 mai 2017        | Dangal                                         | Drapeau de l'Inde                                                                             | 56,2 millions $  |
| 20 | 21 mai 2017        | Dangal                                         | Drapeau de l'Inde                                                                             | 60 millions $    |
| 21 | 28 mai 2017        | Pirates des Caraïbes : La Vengeance de Salazar | Drapeau des États-Unis                                                                        | 78,1 millions $  |
| 22 | 4 juin 2017        | Pirates des Caraïbes : La Vengeance de Salazar | Drapeau des États-Unis                                                                        | 86,2 millions $  |
| 23 | 11 juin 2017       | La Momie                                       | Drapeau des États-Unis                                                                        | 60 millions $    |
| 24 | 18 juin 2017       | La Momie                                       | Drapeau des États-Unis                                                                        | 33,4 millions $  |
| 25 | 25 juin 2017       | Transformers: The Last Knight                  | Drapeau des États-Unis                                                                        | 145,3 millions $ |
| 26 | 2 juillet 2017     | Transformers: The Last Knight                  | Drapeau des États-Unis                                                                        | 79,7 millions $  |
| 27 | 9 juillet 2017     | Moi, moche et méchant 3                        | Drapeau des États-Unis                                                                        | 63,5 millions $  |
| 28 | 16 juillet 2017    | Wu Kong                                        | Drapeau de la République populaire de Chine                                                   | 57,4 millions $  |
| 29 | 23 juillet 2017    | Wu Kong                                        | Drapeau de la République populaire de Chine                                                   | 32,9 millions $  |
| 30 | 30 juillet 2017    | Wolf Warrior 2                                 | Drapeau de la République populaire de Chine                                                   | 142,4 millions $ |
| 31 | 6 aout 2017        | Wolf Warrior 2                                 | Drapeau de la République populaire de Chine                                                   | 310,2 millions $ |
| 32 | 13 aout 2017       | Wolf Warrior 2                                 | Drapeau de la République populaire de Chine                                                   | 200,3 millions $ |
| 33 | 20 aout 2017       | Wolf Warrior 2                                 | Drapeau de la République populaire de Chine                                                   | 80,6 millions $  |
| 34 | 27 aout 2017       | Wolf Warrior 2                                 | Drapeau de la République populaire de Chine                                                   | 37,3 millions $  |
| 35 | 3 septembre 2017   | Dunkerque                                      | Drapeau des États-Unis · Drapeau du Royaume-Uni · Drapeau de la France · Drapeau des Pays-Bas | 28,3 millions $  |
| 36 | 10 septembre 2017  | Spider-Man: Homecoming                         | Drapeau des États-Unis                                                                        | 66,1 millions $  |
| 37 | 17 septembre 2017  | La Planète des singes : Suprématie             | Drapeau des États-Unis                                                                        | 57,6 millions $  |
| 38 | 24 septembre 2017  | La Planète des singes : Suprématie             | Drapeau des États-Unis                                                                        | 36,2 millions $  |
| 39 | 1er octobre 2017   | Never Say Die                                  | Drapeau de la République populaire de Chine                                                   | 44,1 millions $  |
| 40 | 8 octobre 2017     | Never Say Die                                  | Drapeau de la République populaire de Chine                                                   | 165,8 millions $ |
| 41 | 15 octobre 2017    | Never Say Die                                  | Drapeau de la République populaire de Chine                                                   | 53,9 millions $  |
| 42 | 22 octobre 2017    | Kingsman : Le Cercle d'or                      | Drapeau des États-Unis                                                                        | 37,8 millions $  |
| 43 | 29 octobre 2017    | Geostorm                                       | Drapeau des États-Unis                                                                        | 32,3 millions $  |
| 44 | 5 novembre 2017    | Thor : Ragnarok                                | Drapeau des États-Unis                                                                        | 51,8 millions $  |
| 45 | 12 novembre 2017   | Thor : Ragnarok                                | Drapeau des États-Unis                                                                        | 38,9 millions $  |
| 46 | 19 novembre 2017   | Justice League                                 | Drapeau des États-Unis                                                                        | 49,3 millions $  |
| 47 | 26 novembre 2017   | Justice League                                 | Drapeau des États-Unis                                                                        | 30,1 millions $  |
| 48 | 3 décembre 2017    | Coco                                           | Drapeau des États-Unis                                                                        | 54,8 millions $  |
| 49 | 10 décembre 2017   | Coco                                           | Drapeau des États-Unis                                                                        | 49,1 millions $  |
| 50 | 17 décembre 2017   | Youth                                          | Drapeau de la République populaire de Chine                                                   | 42 millions $    |
| 51 | 24 décembre 2017   | Youth                                          | Drapeau de la République populaire de Chine                                                   | 72,7 millions $  |
| 52 | 31 décembre 2017   | Youth                                          | Drapeau de la République populaire de Chine                                                   | 51,4 millions $  |

## Classements complémentaires
- Liste des plus gros succès du box-office en Chine continentale